# Mitsamiouli
Mitsamiouli è un centro abitato delle Comore, situato sull'isola di Grande Comore.